# Gabriel Monod
Pour les articles homonymes, voir Monod.
Gabriel Monod, né le 7 mars 1844 à Ingouville (Seine-Inférieure) et mort 10 avril 1912 à Versailles, est un historien français.

## Biographie

### Jeunesse et études
Gabriel-Jacques-Jean Monod est le fils d'un négociant protestant aisé, membre de la descendance de Jean Monod et de Louise de Coninck. Il compte quatorze pasteurs parmi ses cousins germains. Par ses origines, le jeune havrais bénéficie d'une ouverture précoce sur le monde universitaire et intellectuel et connaît ainsi Ferdinand Buisson et Anatole Leroy-Beaulieu. Il entre à l'École normale supérieure en 1862. En 1865, il est reçu premier de l'agrégation d'histoire, devant Ernest Lavisse.

### Parcours professionnel
Il devient chargé de cours d'histoire au lycée de Laval.
Son mariage en 1873 avec Olga Herzen, fille du révolutionnaire russe Alexandre Herzen, accentue encore sa familiarité avec l'intelligentsia européenne : Friedrich Nietzsche, ami de la mère adoptive d'Olga, Malwida von Meysenbug, lui fait cadeau à cette occasion d'une composition musicale intitulée Monodie à deux. Pendant la Guerre franco-allemande de 1870, il participe à la campagne de la Loire.
En 1876, Monod fonde avec Gustave Fagniez la Revue historique. Cette publication, qui marque la naissance d'une nouvelle école historiographique, l'école méthodique, est patronnée par des « anciens » tels que Duruy, Taine, Fustel de Coulanges, Renan, sans oublier Jules Michelet, ainsi que par quelques jeunes historiens à l'avenir prometteur, dont Lavisse et Rambaud. La Revue historique est d'abord un organe de combat contre la Revue des questions historiques, animée par des aristocrates ultramontains et légitimistes. Elle défend aussi une certaine idée de la profession d’historien, telle que le travail sur archives et la référence aux sources, et pose les premières bases de l'histoire méthodique telles qu'elles sont théorisées dans l’Introduction aux études historiques de Langlois et Seignobos, publiée en 1897.
Affichant une certaine neutralité sur le plan politique, la Revue historique reste cependant proche du milieu protestant et franc-maçon si on en juge par l'origine de la plupart de ses collaborateurs. Fagniez, un des rares catholiques, la quitte en 1881 après la publication d'un article contre l'Église. Elle défend surtout, pour cette raison, la « République opportuniste », celle de Jules Ferry ou de Gambetta. Prototype de « l'intellectuel de gauche », Gabriel Monod établit par une expertise que le bordereau qui accuse Alfred Dreyfus est un faux et devient un dreyfusard décidé. Le 6 novembre 1897, par une lettre ouverte au journal Le Temps, il est le premier universitaire à s’engager publiquement en faveur du capitaine Dreyfus. Il conserve pendant de longues années une affection profonde à l’accusé, dont témoigne encore Charles Péguy en 1910 dans Notre Jeunesse. Il est élu membre de l'Académie des sciences morales et politiques en 1897.

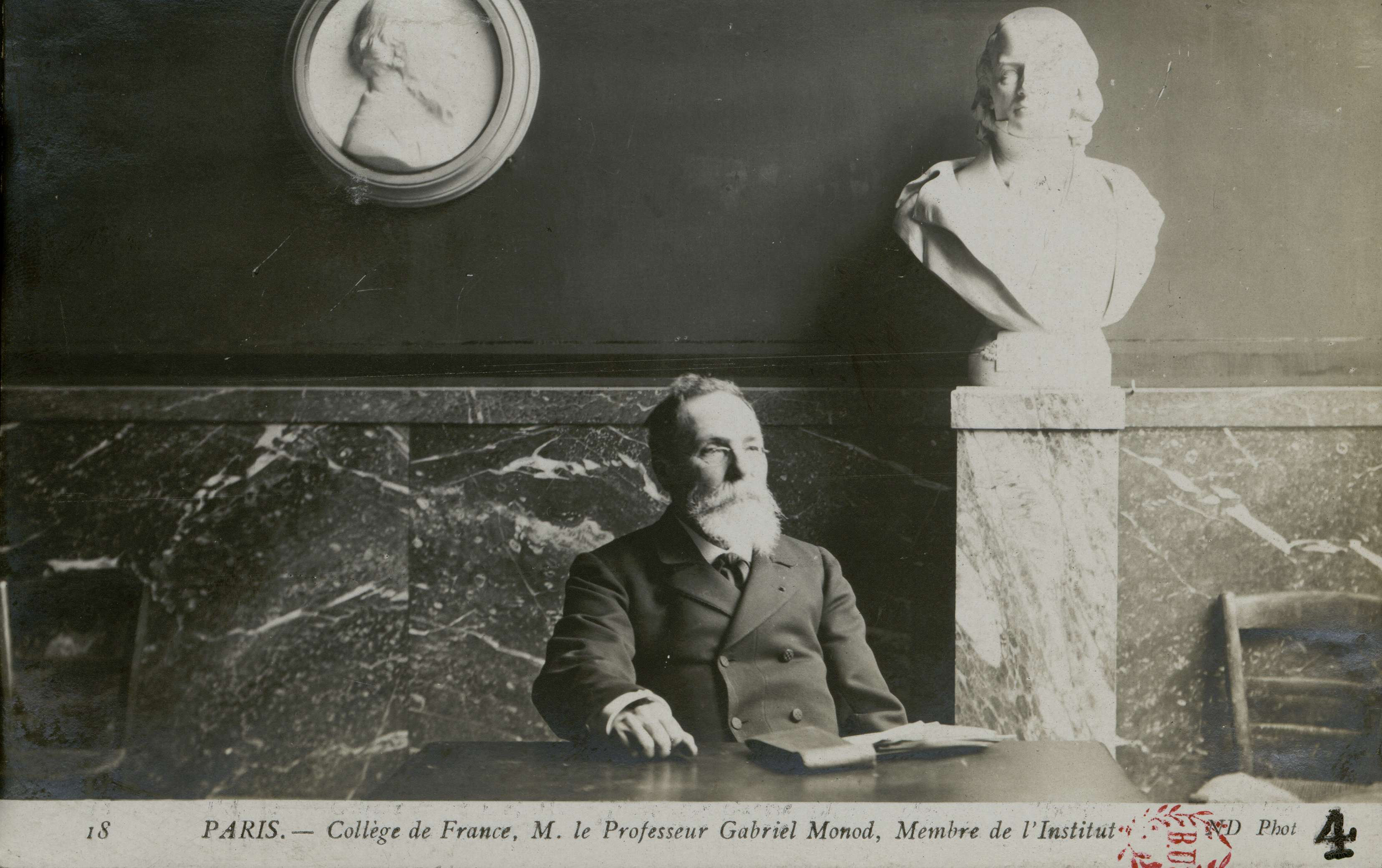
Collège de France. M. le professeur Gabriel Monod, membre de l'Institut (Bibliothèque de la Sorbonne, NuBIS).

Directeur d’études à la IVe section de l'École pratique des hautes études en 1874, il devient professeur à l'École normale supérieure (ENS) en 1880 pour suppléer Lavisse puis il y est maître de conférences en 1888 : il y enseigne l’histoire médiévale et moderne et a Charles Péguy comme élève ; il s’oppose à la réforme de l'ENS en 1903, et refuse de diriger l’établissement. Il enseigne alors pendant un an l’histoire de la civilisation du Moyen Âge à la Sorbonne en 1904. À sa retraite en 1905, Gabriel Monod obtient une chaire au Collège de France, taillée sur mesure, intitulée « histoire générale et méthode historique ». Il y assure un cours jusqu’en 1910, s’intéressant particulièrement à Michelet, dont il a été l’ami.

### Autres activités
Il a collaboré à l'Encyclopédie des sciences théologiques, la Grande Encyclopédie, au Censeur, à la Revue historique, à la Revue critique, à la Revue des deux mondes ou encore la Revue de Paris mais également avec des revues étrangères dont le Mac Milan Magazine, la Deutsche Revue et la Revista d'Italia ou encore des quotidiens tels que Le Temps, le Journal des débats, l'Aurore, le Figaro et Die Zeit et Alte Presse, qui sont des journaux de Vienne.
Cofondateur de la Ligue des droits de l'homme et éminence grise des ministres successifs de l’Instruction publique, il a été la cible de l’Action française, Charles Maurras parlant à son propos d’un « État Monod »,. Durant plus de trente ans son influence sur la profession d’historien reste très profonde. Gabriel Monod, érudit né, ne possédait pas le charisme de Lavisse, son éternel alter ego (selon les contemporains, ses cours distillaient un ennui mortel), mais son impact sur l'historiographie reste cependant plus grand. Si l'École des Annales a critiqué avec violence sa conception étriquée de l'histoire, une bonne part de ses méthodes de recherche garde encore aujourd'hui toute leur acuité.
Il est enterré au cimetière des Gonards de Versailles.

## Œuvres
- Allemands et Français, Souvenirs de Campagne: Metz - Sedan - La Loire, Sandoz et Fischbacher, 1872.
- Études critiques sur les sources de l'histoire mérovingienne, Paris, A. Franck, en 2 volumes (1872 et 1885)
- Jules Michelet, 1875.
- Petite histoire universelle (avec G. Dhombres), 1879.
- Bibliographie de l'histoire de France, 1888.
- Histoire de l'Europe et en particulier de la France de 395 à 1270 (avec Charles Bémont), 1891.
- Renan, Taine, Michelet : les maîtres de l'histoire, 1894.
- Portraits et souvenirs, Paris,Calmann-Lévy (1897)
- Études critiques sur les sources de l'histoire carolingienne, 1898.
- Souvenirs d'adolescence : mes relations avec Mgr Dupanloup, 1903.
- Jules Michelet, étude sur sa vie et ses oeuvres, 1905.